# Charles Lewis
Charles Henry Lewis (Plumstead, 15 agosto 1886 – 1967) è stato un calciatore inglese.

## Carriera
È stato un famoso calciatore dell'Arsenal.